# Gretna Green

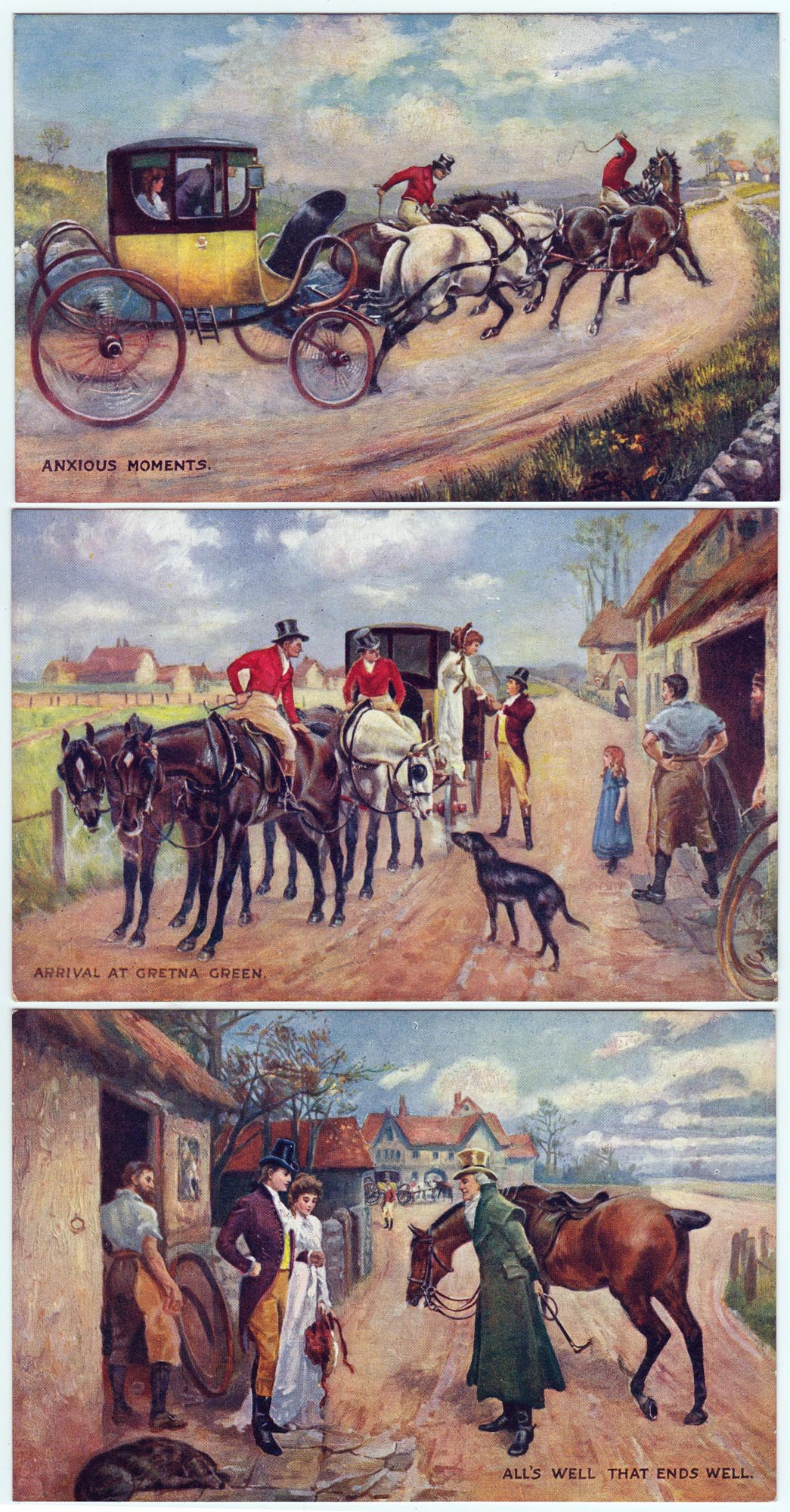
Épisodes d'un mariage à Gretna Green, trois cartes postales Oilette de Raphael Tuck
, début XXe siècle.

Gretna Green est un village du Sud de l'Écosse, célèbre pour la possibilité qu'il offrait aux couples mineurs de s'y marier sans autorisation des parents. Il se trouve dans Dumfries and Galloway, près de l'embouchure de l'Esk, dans le Dumfriesshire, et était jadis le tout premier village écossais rencontré en allant de Londres à Édimbourg par l'ancienne route des diligences.
La gare de Gretna Green dessert à la fois Gretna Green et Gretna. L'accident ferroviaire de Quintinshill, le pire accident de ce type jamais arrivé en Grande-Bretagne avec 227 morts, eut lieu à Gretna Green en 1915.
Gretna Green est distinct de la ville toute proche, et plus importante, de Gretna. Les deux agglomérations se situent le long de l'autoroute A74, et elles sont toutes deux très proches de la frontière avec l'Angleterre.

## Mariage
Gretna Green est l'un des lieux du monde les plus populaires pour se marier. Il célèbre en effet quelque 5 000 mariages chaque année. La réputation de Gretna Green dans ce domaine a commencé le 25 mars 1754 lorsqu'est entrée en vigueur le Lord Hardwicke's Marriage Act, la loi sur le mariage que le Parlement venait de voter, aux termes de laquelle si l'un des futurs époux n'avait pas au minimum 21 ans, il ou elle devait alors obtenir le consentement de ses parents. Cette loi ne s'appliquait pas à l'Écosse, où il était possible de se marier dès 14 ans pour les garçons, dès 12 ans pour les filles, avec ou sans consentement des parents. Depuis 1929, l'âge minimum a été porté à 16 ans, tant pour les filles que pour les garçons, mais aucun consentement parental ne reste nécessaire. En Angleterre et au Pays de Galles, les âges minimum sont passés soit à 16 ans avec consentement des parents, soit à 18 ans en l'absence de cet accord.
Avant que ces changements n'interviennent, de nombreux jeunes candidats au mariage fuyaient l'Angleterre ; le premier village écossais sur leur route était Gretna Green. La vieille échoppe du forgeron (Old Blacksmith's shop), construite aux alentours de 1712, et l'échoppe du forgeron de Lantern Hall (1710) devinrent — au moins dans l'imagerie populaire — l'épicentre de l'activité du mariage sans consentement des parents. L’Old Blacksmith's shop a ouvert ses portes aux curieux dès 1887, en tant que haut-lieu du tourisme local.
Le forgeron local et son enclume sont devenus les symboles durables des mariages de Gretna Green. La loi écossaise autorisait en effet les mariages « irréguliers » (irregular marriages), permettant à pratiquement tout le monde de célébrer la cérémonie du mariage à condition qu'une déclaration soit faite devant deux témoins. Les forgerons de Gretna Green étaient surnommés les « prêtres de l'enclume » (anvil priests).
Les échoppes des deux forgerons de Gretna Green, ainsi que des auberges en grand nombre, devinrent le décor où se déroulèrent des centaines de milliers de mariages. De nos jours, il y a plusieurs lieux où il est possible de se marier, d'anciennes églises ou des chapelles étant construites spécifiquement pour ces mariages. Mais quel que soit l'endroit où se déroule le mariage, il a toujours lieu au-dessus d'une enclume de forgeron, désormais incontournable. La popularité de Gretna Green ne faiblit pas et des milliers de couples du monde entier y sont unis chaque année « sur l'enclume ».

## Gretna Green dans la culture populaire
On trouve la fête de Gretna Green dans un film de Jean Girault avec Louis de Funès, Les Grandes Vacances, tourné en 1967, où Philippe, le fils ainé de 18 ans de M.Bosquier (Louis de Funès), alors directeur d'une école privée prestigieuse pour garçons, essaie de se marier avec Shirley Mac Farrell, la fille du même âge faisant partie de son échange linguistique (en 1967, et jusqu'en 1974, la majorité civile est fixée à 21 ans). Les deux pères, d'abord fâchés l'un contre l'autre, vont s'allier et partir à la poursuite des jeunes en essayant d'empêcher le mariage, ce à quoi ils parviennent après avoir interrompu - involontairement - l'office célébré par le Old Blacksmith.